# Parque El Ejido
El parque El Ejido es un espacio verde de carácter público en la ciudad de Quito, capital de Ecuador. Está ubicado en el centro de la urbe, como parte de la parroquia Itchimbía, y rodeado por las avenidas Patria al norte, Tarqui al sur, 10 de Agosto al occidente y 6 de Diciembre al oriente.

## Historia
El 25 de enero de 1535, a pocas semanas de la fundación española de Quito, el Cabildo señaló los linderos de los llamados Ejidos del Rey, entre ellos el «Ejido norte» o «Ejido de Añaquito», que como propiedad pública se utilizaría para pastoreo de caballos y ganado durante los siguientes cuatro siglos. Este se extendía a lo largo del camino real entre la Alameda y Cotocollao, y se sumaba a otros dos que eran los ejidos de «Turubamba» o sur, y de «Conocoto» u oriental.
Sirvió además como campo de fusilamiento y castigo entre los siglos XVI e inicios del XX, por lo que hasta la década de 1920 aún se podía encontrar allí una picota en la que tradicionalmente se colgaba y castigaba a los criminales. Por orden del presidente Gabriel García Moreno se convirtió también en sitio de sepultura para disidentes, excomulgados y protestantes.

Para el año 1883 la zona seguía constituyendo el límite norte de la ciudad y aún pertenecía al Cabildo, pero los ciudadanos ya buscaban expandir el área urbana hacia el valle de Iñaquito, usando para ello parte de estos terrenos municipales y así sacar a la urbe de los siglos de encierro en el Centro Histórico.

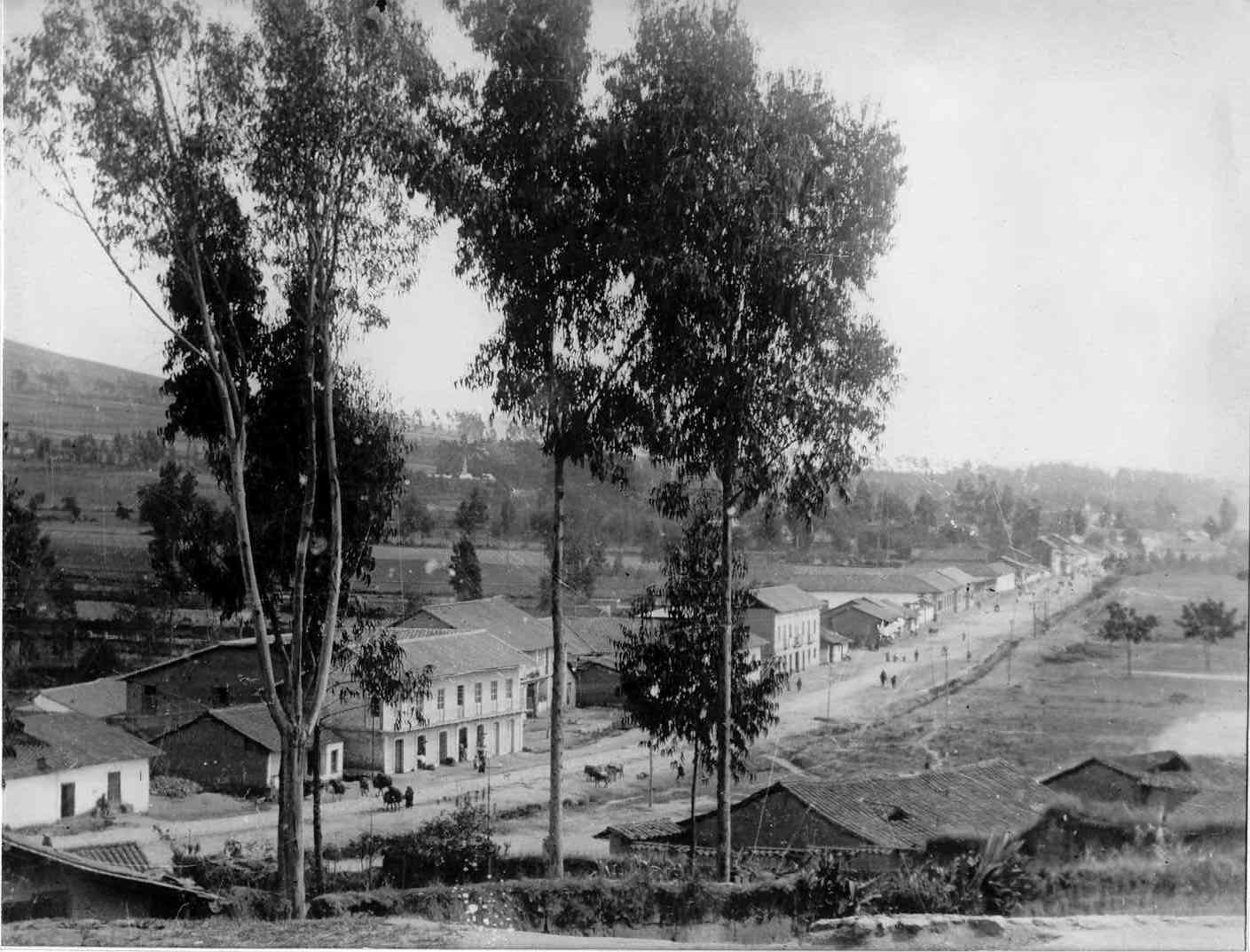
El Ejido a inicios del, antes de convertirse en parque.

A inicios del siglo XX tuvo lugar uno de los más importantes sucesos históricos acaecidos dentro del aún llamado «Ejido norte», pues el 28 de enero de 1912 se produjo la llamada «Hoguera Bárbara» en la que una iracunda muchedumbre quemó los cuerpos inertes del presidente Eloy Alfaro y tres de sus seguidores después de haberlos arrastrado por las calles desde el penal García Moreno.
Para 1914 ya se había consolidado en el lado occidental del Ejido la llamada Ciudadela Larrea, un barrio lleno de señoriales mansiones con estilos historicistas de moda a inicios del siglo XX, mientras que para la década de 1920 empezó a formarse hacia el norte el pudiente barrio de La Mariscal, en el que los palacetes de la aristocracia quiteña se rodeaban por primera vez de amplios jardines en sus cuatro costados.
Finalmente, en el año 1922 el Ejido norte se convirtió oficialmente en un espacio verde de recreación para la ciudad bajo el nombre de «Parque de Mayo», ya que su arborización e inauguración respondían a los festejos programados por el centenario de la Batalla de Pichincha, que tuvo lugar un 24 de mayo de 1822, y que selló la independencia del actual Ecuador. Sin embargo, el nombre de «El Ejido» siempre permaneció en la cultura popular, y por ello fue cambiado por este un par de décadas más tarde, y así se lo conoce hasta la actualidad.

## Vegetación
El parque es hogar de unas 1.470 especies de plantas nativas de la región interandina, entre ellos el cholán, aliso, chamburo, coco cumbi y guabo. Un informe para la construcción de la parada El Ejido del Metro de Quito, arrojó además datos sobre la existencia de las siguientes especies de árboles: acacia, cepillo blanco, cedro, arupo, ciprés, yalomán, eucalipto, nogal, cedrillo, pino rojo, plátano, álamo, capulí, sauce piramidal y tilo.
Además, El Ejido constituye el espacio público con más concentración de arbolado patrimonial del Distrito Metropolitano de Quito, lo que significa que posee al menos un par de docenas de árboles con más de cien años de vida.

## Infraestructura

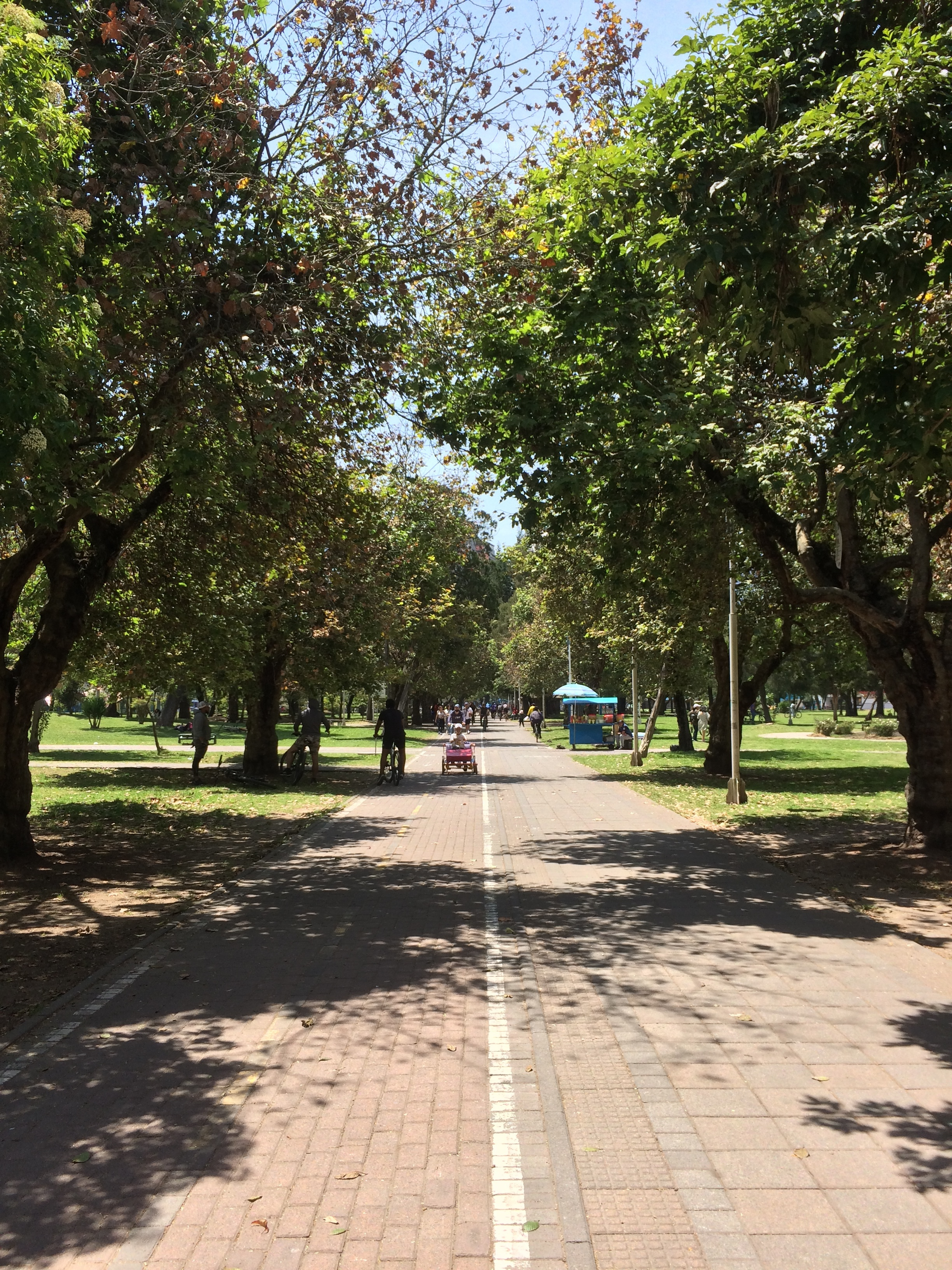
Uno de los varios senderos que atraviesan el parque.

El diseño del parque tiene los rasgos típicos del urbanismo europeo de finales del siglo XIX e inicios del XX, con un trazado asimétrico y de caminerías con formas curvas que se reúnen en un círculo excéntrico al centro del terreno, vinculando de esta manera el interior del área verde y ajardinada con las cuatro arterias viales que delimitan su forma trapezoidal.
Cada fin de semana se instala una gran galería al aire libre en la que se exhiben y comercializan obras de arte y artesanías a lo largo del bulevar que existe sobre la avenida Patria. El parque cuenta además con espacios internos que son utilizados por artistas callejeros para montar sus performances, así como un patio de comidas abierto donde se sirven platos tradicionales de la gastronomía ecuatoriana y que funciona desde la década de 1960.
En el noroccidente se ubican las canchas deportivas, usadas especialmente para juegos tradicionales quiteños como el ecuavoley y los llamados «cocos», estos últimos tienen como objetivo sacar unos pequeños cocos del interior de un círculo trazado en la tierra, y para ello se sirven de unas bolas grandes de metal; en ambos se apuestan de 10 a 50 dólares por partido. También existen zonas dedicadas a los juegos infantiles como toboganes, columpios, balancines y escaleras chinas.
A finales de 2016 el perímetro exterior del parque fue rehabilitado para la Conferencia Hábitat III que se realizó en la ciudad durante el mes de octubre de ese año; incluyendo la construcción de vías de acceso para discapacitados, colocación de adoquín para nivelar aceras, adecentamiento de las jardineras ubicadas sobre el flanco de la avenida Patria, potenciación de la iluminación periférica del parque, y el mantenimiento y reposición de las esculturas dentro del parque.

### Esculturas
| Imagen | Obra                              | Autor             | Ubicación                                   | Fabricación | Colocación         |
|        | Puerta de La Circasiana           | Luis Mideros      | Bulevar de la avenida Patria                | 1925        | 1980               |
|        | La Lucha Eterna                   | Émile Peynot      | Bulevar de la avenida Patria                | 1922        | 2014               |
|        | Monumento a Velasco Ibarra        |                   | Plazoleta de la avenida Tarqui              | 1997        | 2005               |
|        | Paraboloide hiperbólico           | Agustín Patiño    | Plazoleta de la avenida Tarqui              | 1961        | 1961               |
|        | Busto de Juan Montalvo            | Luis Mideros      | Jardines sur de la avenida Tarqui           |             | 1943               |
|        | Monumento a Humboldt              |                   | Zona sur del parque                         |             |                    |
|        | Monumento a Eloy Alfaro           |                   | Zona central del parque                     |             |                    |
|        | La Llama Eterna                   |                   | Zona central del parque                     |             |                    |
|        | A César Vallejo                   | Miguel Baca Rossi | Plazoleta junto a la Avenida 6 de Diciembre |             | 31 de mayo de 2002 |
|        | Monumento a César Dávila Andrade  |                   | Plazoleta junto a la Avenida 6 de Diciembre |             |                    |
|        | Monumento a Sándor Petőfi         |                   | Plazoleta junto a la Avenida 6 de Diciembre |             |                    |
|        | Busto de Fiódor Dostoyevski       |                   | Plazoleta junto a la Avenida 6 de Diciembre |             |                    |
|        | Busto de José Enrique Rodó        |                   | Plazoleta junto a la Avenida 6 de Diciembre |             |                    |
|        | Busto de Jorge Carrera Andrade    | Jesús Cobo        | Plazoleta junto a la Avenida 6 de Diciembre |             | Septiembre de 2002 |
|        | Busto de Jacinto Jijón y Caamaño  |                   | Bulevar de la Av. Patria                    |             | 2016               |
|        | Monumento a María Angélica Idrobo |                   | Bulevar de la Av. Patria                    |             | 2016               |